# SC Rotation Leipzig
SC Rotation Leipzig (celým názvem: Sportclub Rotation Leipzig) byl východoněmecký sportovní klub, který sídlil ve městě Leipzig ve stejnojmenném kraji. Organizace sídlila v lipské městské části Probstheida. Oficiální založení je datováno k listopadu 1954, poté co došlo k přetransformování klubu BSG Einheit Ost v SC Rotation. Zanikl v roce 1963 po fúzi s SC Lokomotive Leipzig. Své domácí zápasy odehrával na Bruno-Plache-Stadionu. Klubové barvy byly červená a černá.
Mimo mužský fotbalový oddíl měl sportovní klub i jiné oddíly, mj. oddíl pozemního hokeje, lehké atletiky, plavání, cyklistiky, šachů a volejbalu.

## Historické názvy
Zdroj: 
BSG Einheit Ost
- 1946 – SG Leipzig-Probstheida (Sportgemeinschaft Leipzig-Probstheida)
- 1949 – BSG Erich Zeigner Leipzig (Betriebssportgemeinschaft Erich Zeigner Leipzig)
- 1950 – BSG Einheit Ost Leipzig (Betriebssportgemeinschaft Einheit Ost Leipzig)
- 1954 – zánik

SC Rotation
- 1954 – SC Rotation Leipzig (Sportclub Rotation Leipzig)
- 1963 – fúze s SC Lokomotive Leipzig ⇒ SC Leipzig
- 1963 – zánik

## Umístění v jednotlivých sezonách

### BSG Einheit Ost Leipzig (1946 – 1954)
Stručný přehled
Zdroj: 
- 1949–1950: Landesklasse Sachsen West
- 1950–1951: DDR-Liga Süd
- 1951–1952: DDR-Liga – sk. 1
- 1952–1953: DDR-Liga – sk. 2
- 1953–1954: DDR-Oberliga

Jednotlivé ročníky
Zdroj: 
Legenda: Z - zápasy, V - výhry, R - remízy, P - porážky, VG - vstřelené góly, OG - obdržené góly, +/- - rozdíl skóre, B - body, zlaté podbarvení - 1. místo, stříbrné podbarvení - 2. místo, bronzové podbarvení - 3. místo, červené podbarvení - sestup, zelené podbarvení - postup, fialové podbarvení - reorganizace, změna skupiny či soutěže
| Východní Německo (1949 – 1954) |                           |        |     |     |     |     |    |    |     |    |        |
| Sezóny                         | Liga                      | Úroveň | Z   | V   | R   | P   | VG | OG | +/- | B  | Pozice |
| 1949/50                        | Landesklasse Sachsen West | 2      | ... | ... | ... | ... | 29 | 15 | +14 | 53 | 3.     |
| 1950/51                        | DDR-Liga Süd              | 2      | 18  | 9   | 5   | 4   | 48 | 20 | +28 | 23 | 3.     |
| 1951/52                        | DDR-Liga – sk. 1          | 2      | 22  | 9   | 6   | 7   | 46 | 28 | +18 | 24 | 6.     |
| 1952/53                        | DDR-Liga – sk. 2          | 2      | 24  | 19  | 3   | 2   | 60 | 22 | +38 | 41 | 1.     |
| 1953/54                        | DDR-Oberliga              | 1      | 28  | 9   | 5   | 14  | 43 | 57 | -14 | 23 | 12.    |

### SC Rotation Leipzig (1954 – 1963)
Stručný přehled
Zdroj: 
- 1954–1963: DDR-Oberliga

Jednotlivé ročníky
Zdroj: 
Legenda: Z - zápasy, V - výhry, R - remízy, P - porážky, VG - vstřelené góly, OG - obdržené góly, +/- - rozdíl skóre, B - body, zlaté podbarvení - 1. místo, stříbrné podbarvení - 2. místo, bronzové podbarvení - 3. místo, červené podbarvení - sestup, zelené podbarvení - postup, fialové podbarvení - reorganizace, změna skupiny či soutěže
| Východní Německo (1954 – 1963) |              |        |    |    |    |    |    |    |     |    |        |
| Sezóny                         | Liga         | Úroveň | Z  | V  | R  | P  | VG | OG | +/- | B  | Pozice |
| 1954/55                        | DDR-Oberliga | 1      | 26 | 10 | 10 | 6  | 58 | 47 | +11 | 30 | 3.     |
| 1956                           | DDR-Oberliga | 1      | 26 | 9  | 6  | 11 | 35 | 41 | -6  | 24 | 8.     |
| 1957                           | DDR-Oberliga | 1      | 26 | 12 | 8  | 6  | 40 | 29 | +11 | 32 | 3.     |
| 1958                           | DDR-Oberliga | 1      | 26 | 10 | 5  | 11 | 38 | 41 | -3  | 25 | 10.    |
| 1959                           | DDR-Oberliga | 1      | 26 | 6  | 10 | 10 | 31 | 40 | -9  | 22 | 11.    |
| 1960                           | DDR-Oberliga | 1      | 26 | 9  | 5  | 12 | 39 | 39 | 0   | 23 | 10.    |
| 1961/62                        | DDR-Oberliga | 1      | 39 | 11 | 16 | 12 | 57 | 57 | 0   | 38 | 8.     |
| 1962/63                        | DDR-Oberliga | 1      | 26 | 8  | 8  | 10 | 29 | 35 | -6  | 24 | 9.     |